# 藤本強
藤本 強（ふじもと つよし、1936年5月20日 - 2010年9月10日）は、日本の考古学者。東京大学名誉教授。

## 略歴
東京生まれ。1959年東京大学文学部考古学科卒業、同大学院博士課程単位取得満期退学、1973年東大文学部附属北海文化研究常呂実習施設助教授、1985年東大文学部教授、1994年から1996年まで文学部長・人文社会系研究科長、1997年定年退官、名誉教授、新潟大学人文学部教授、2002年國學院大学文学部教授、2007年退職。2001年福島県文化財センター白河館館長、2006年文化審議会世界文化遺産特別委員会委員長。先史考古学が専門で多数の著作がある。
2010年9月10日、ドイツに滞在していた際に74歳で病死。

## 著書
- 『北辺の遺跡』教育社歴史新書 1979
- 『石器時代の世界』教育社歴史新書 1980
- 『擦文文化』教育社歴史新書 1982
- 『考古学を考える 方法論的展望と課題』雄山閣出版 1985
- 『もう二つの日本文化 北海道と南島の文化』東京大学出版会(UP考古学選書) 1988
- 『埋もれた江戸 東大の地下の大名屋敷』平凡社 1990／吉川弘文館（読みなおす日本史）2017
- 『モノが語る日本列島史 旧石器から江戸時代まで』同成社 1994
- 『東は東、西は西 文化の考古学』平凡社選書 1994
- 『考古学の方法 調査と分析』東京大学出版会 2000
- 『市民の考古学』同成社

1 ごはんとパンの考古学 2007
2 都市と都城 2007
4 考古学でつづる日本史 2008
6 考古学でつづる世界史 2008
7 日本列島の三つの文化 北の文化・中の文化・南の文化 2009
- 『日本の世界文化遺産を歩く』同成社 2010

### 共編著
- 『考古学は愉しい』（編）日本経済新聞社 1994
- 『住の考古学』（編）東京大学考古学研究室五十周年記念　同成社 1997
- 『考古学と調査・情報処理』加藤晋平共編 同成社(考古学と自然科学) 1999
- 『生業の考古学』（編）同成社 2006